# Unplugged (Alice in Chains-album)
Az Unplugged az Alice in Chains együttes koncertalbuma. Az MTV Unplugged sorozat részeként vették fel, és az együttes akusztikus számait tartalmazza. A koncertet az MTV először 1996. május 28-án sugározta. Ez az előadás volt az Alice in Chains első fellépése két és fél év alatt, és egyben az egyik utolsó, amin Staley is szerepelt. A CD-n kívül a koncert DVD-n is megjelent.
Az albumot 2007. szeptember 18-án újra megjelentették.

## Számok
1. Nutshell (Cantrell/Inez/Kinney/Staley) – 4:58
2. Brother (Cantrell) – 5:27
3. No Excuses (Cantrell) – 4:57
4. Sludge Factory (Cantrell/Kinney/Staley) – 4:36
5. Down in a Hole (Cantrell) – 5:46
6. Angry Chair (Staley) – 4:36
7. Rooster (Cantrell) – 6:41
8. Got Me Wrong (Cantrell) – 4:59
9. Heaven Beside You (Cantrell/Inez) – 5:38
10. Would? (Cantrell) – 3:43
11. Frogs (Cantrell/Inez/Kinney/Staley) – 7:30
12. Over Now (Cantrell/Kinney) – 7:12
13. Killer Is Me (Cantrell) – 5:23

## Közreműködtek
- Alice in Chains – producer
- Jerry Cantrell – gitár, ének
- Alex Coletti – producer
- Sean Kinney – dob
- Scott Olson – gitár, basszusgitár
- Layne Staley – ének, gitár
- Toby Wright – producer
- Mike Inez – baszzusgitár, gitár
- Audrey Morrissey – producer

## Egyebek
- Az Angry Chair, Frogs és Killer Is Me című számokat kivágták az eredeti MTV-s közvetítésből, de a CD és a DVD is tartalmazza.
- Ezt az előadást az MTV Unplugged legemlékezetesebb előadásaihoz sorolják, a Nirvana és a Kiss mellett.
- Mike Inez basszusgitárjára a Friends Don't Let Friends Get Friends Haircuts felirat van írva, ami a Metallicára utal, ami tagjai a Load című albumuk megjelenése előtt levágatták a hajukat.
- A Sludge Factory c. számban Staley eltéveszti a szöveget, kiált egyet, és abbamarad a zene. Egy perc múlva újrakezdik a számot. A CD-n csak a második verzió hallható.
- A Killer Is Me című számban Scott Olson basszusgitározik, Mike Inez pedig gitározik.